# Hans-Jörg Butt
Hans-Jörg Butt, nemški nogometaš, * 28. maj 1974, Oldenburg, Zahodna Nemčija.
Butt je nekdanji nemški nogometni vratar, tudi nemški reprezentant. 